# Св. св. Константин и Елена (Горно Караджово)
„Св. св. Равноапостоли Константин и Елена“ (на гръцки: Ιερός Ναός Αγίων Κωνσταντίνου και Ελένης) е православна църква в сярското село Горно Караджово (Моноклисия), Егейска Македония, Гърция, енорийски храм на Сярската и Нигритска епархия на Вселенската патриаршия.

## История
Храмът е изграден в центъра на селото в 1955 година. Открит е в 1975 година от митрополит Константин Серски. В архитектурно отношение е трикорабна базилика с по-висок среден кораб.